# Nana Nakamoto
Pour les articles homonymes, voir Nakamoto.
Nana Nakamoto (中本奈奈, Nakamoto Nana) (née le 7 novembre 1977) est un mannequin et actrice japonaise.

## Biographie
Nana Nakamoto interprète notamment le rôle principal du film Toki o Kakeru Shōjo, adaptation de 1997 de la nouvelle La Traversée du temps.

## Filmographie
- 1997 : Toki o Kakeru Shōjo